# Lijst van gemeentelijke monumenten in Staphorst (gemeente)
De gemeente Staphorst heeft 236 gemeentelijke monumenten, hieronder een overzicht. 

## IJhorst
De plaats IJhorst kent 22 gemeentelijke monumenten:
| Object                                                              | Bouwjaar   | Architect | Locatie                               | Coördinaten                   | Nr.        | Afbeelding                                                          |
| ------------------------------------------------------------------- | ---------- | --------- | ------------------------------------- | ----------------------------- | ---------- | ------------------------------------------------------------------- |
|                                                                     |            |           | Burgemeester van Wijngaardenstraat 50 | 52° 38' 31" NB, 6° 16' 56" OL | 0180/WN001 | Upload foto                                                         |
|                                                                     |            |           | Heerenweg 6                           | 52° 39' 43" NB, 6° 16' 5" OL  | 0180/WN002 |                                                                     |
|                                                                     |            |           | Heerenweg 8                           | 52° 39' 41" NB, 6° 16' 13" OL | 0180/WN003 |                                                                     |
|                                                                     |            |           | Heerenweg 12                          | 52° 39' 34" NB, 6° 16' 14" OL | 0180/WN004 |                                                                     |
| Boerderij                                                           |            |           | Heerenweg 14                          | 52° 39' 40" NB, 6° 16' 25" OL | 0180/WN005 | Boerderij                                                           |
| Langhuisboerderij met jugendstil-achtige decoratie in kalkzandsteen | 1910       |           | Heerenweg 18                          | 52° 39' 39" NB, 6° 16' 40" OL | 0180/WN006 | Langhuisboerderij met jugendstil-achtige decoratie in kalkzandsteen |
| Boerderij                                                           | 1912       |           | Heerenweg 22 Poeleweg 16-34           | 52° 39' 38" NB, 6° 17' 10" OL | 0180/WN007 | Boerderij                                                           |
|                                                                     |            |           | Heerenweg 33-35                       | 52° 39' 39" NB, 6° 17' 38" OL | 0180/WN008 |                                                                     |
|                                                                     |            |           | Heerenweg 37-39                       | 52° 39' 40" NB, 6° 17' 48" OL | 0180/WN009 |                                                                     |
|                                                                     |            |           | Heerenweg 41                          | 52° 39' 41" NB, 6° 18' 0" OL  | 0180/WN010 |                                                                     |
|                                                                     |            |           | Heerenweg 43-43a                      | 52° 39' 41" NB, 6° 18' 7" OL  | 0180/WN011 |                                                                     |
|                                                                     |            |           | Heerenweg 51                          | 52° 39' 41" NB, 6° 18' 37" OL | 0180/WN012 |                                                                     |
| Boerderij                                                           | 1920       |           | Heerenweg 57                          | 52° 39' 42" NB, 6° 18' 48" OL | 0180/WN013 | Boerderij                                                           |
|                                                                     |            |           | Heerenweg 59                          | 52° 39' 40" NB, 6° 18' 56" OL | 0180/WN014 |                                                                     |
|                                                                     |            |           | Heerenweg 61                          | 52° 39' 39" NB, 6° 19' 10" OL | 0180/WN015 |                                                                     |
| Boerderij                                                           | 1925       |           | Heerenweg 76                          | 52° 39' 39" NB, 6° 18' 30" OL | 0180/WN016 | Boerderij                                                           |
|                                                                     |            |           | Heerenweg 80                          | 52° 39' 36" NB, 6° 19' 10" OL | 0180/WN017 |                                                                     |
|                                                                     |            |           | Kerkweg 2                             | 52° 39' 46" NB, 6° 17' 9" OL  | 0180/WN018 |                                                                     |
| Woonhuis De IJhorst in rijk eclectische stijl                       | circa 1875 |           | Kerkweg 26-28                         | 52° 39' 57" NB, 6° 17' 2" OL  | 0180/WN019 | Upload foto                                                         |
|                                                                     |            |           | Koedrift 1                            | 52° 39' 34" NB, 6° 17' 50" OL | 0180/WN020 |                                                                     |
| +bijgebouw                                                          |            |           | Poeleweg 19                           | 52° 39' 29" NB, 6° 17' 6" OL  | 0180/WN022 | Upload foto                                                         |
| +bijgebouwen                                                        |            |           | Respersweg 4                          | 52° 39' 54" NB, 6° 19' 16" OL | 0180/WN023 | +bijgebouwen                                                        |

## Punthorst
De plaats Punthorst kent 3 gemeentelijke monumenten:
| Object | Bouwjaar | Architect | Locatie                                | Coördinaten                   | Nr.        | Afbeelding  |
| ------ | -------- | --------- | -------------------------------------- | ----------------------------- | ---------- | ----------- |
|        |          |           | Meester J.B. Kanlaan 34                | 52° 36' 43" NB, 6° 15' 55" OL | 0180/WN024 | Upload foto |
|        |          |           | Rollecate 40 Voorheen Rollecaterweg 13 | 52° 35' 30" NB, 6° 14' 52" OL | 0180/WN025 | Upload foto |
|        |          |           | Schapendijk 8-8a,8i                    | 52° 36' 20" NB, 6° 15' 14" OL | 0180/WN026 | Upload foto |

## Rouveen
De plaats Rouveen kent 101 gemeentelijke monumenten, zie de Lijst van gemeentelijke monumenten in Rouveen

## Staphorst
De plaats Staphorst kent 110 gemeentelijke monumenten, zie de Lijst van gemeentelijke monumenten in Staphorst (plaats)
Almelo ·
Borne ·
Dalfsen ·
Dinkelland ·
Deventer ·
Enschede ·
Haaksbergen ·
Hardenberg ·
Hellendoorn ·
Hengelo ·
Hof van Twente ·
Kampen ·
Losser ·
Oldenzaal ·
Olst-Wijhe ·
Ommen ·
Raalte ·
Rijssen-Holten ·
Staphorst ·
Steenwijkerland ·
Twenterand ·
Wierden ·
Zwartewaterland ·
Zwolle